# Arvid Lilliesköld
Johan Arvid Lilliesköld (i riksdagen kallad Lilliesköld i Värnamo), född 26 december 1849 i Östersunds församling, Jämtlands län, död 21 februari 1937 i Värnamo församling, Jönköpings län, var en svensk häradshövding och riksdagsman.
Lilliesköld var häradshövding i Östbo och Västbo domsaga i Jönköpings län. Han var ledamot av riksdagens första kammare 1902–1908, invald i Jönköpings läns valkrets.